# Кило Аюсо, Хосе Луис
Хосе Луис Кило Аюсо (исп. José Luis Quilo Ayuso; 1943 или 1947, Мехико) — гватемальский генерал и крайне правый политик. Активный участник гражданской войны, начальник армейского оперативного управления и командир спецподразделения при президенте Риосе Монтте. Лидер неформального Братства ультраправых антикоммунистов в гватемальской армии. Председатель Ассоциации военных ветеранов Гватемалы. В 2012 — генеральный секретарь Фронта национальной конвергенции.

## Происхождение и образование
Родился в семье гватемальцев, проживавших в Мексике. Большинство источников указывают датой его рождения 1943, сам он в официальном выступлении в суде 2002 года представился 55-летним.
Окончил Политехническую школу — Военную академию в Гватемале. Продолжал военное образование в Аргентине. Прослушал курс военной разведки в Школе Америк (под именем Виктор Кило Аюсо).

## Карьера в гражданской войне
При правлении Эфраина Риоса Монтта (март 1982 — август 1983) Кило Аюсо служил в военной разведке и оперативном отделе генерального штаба под руководством Отто Переса Молины. Руководил армейскими спецоперациями против левого повстанческого движения, осуществляемыми в порядке плана Victoria 82. Кило Аюсо принадлежал к группе военных, игравших главную роль в подавлении партизанского движения и организации репрессий в районах проживания индейцев майя.
С 1986 Кило Аюсо возглавлял неформальное армейское объединение La Cofradía — Братство. Левые политические противники выдвигали против него обвинения в причастности к контрабанде оружия и наркотиков. Эти обвинения, однако не были подтверждены (предполагается, что такие действия были как минимум не менее характерны для конкурирующей с «Братством» армейской группировки «Синдикат», которой покровительствовал Перес Молина).
В 1990-х годах, после возвращения Гватемалы к представительному гражданскому правлению, при президентах Серрано Элиасе и Леоне Карпио, Хосе Луис Кило Аюсо продолжал военную службу. Занимал пост заместителя министра обороны и начальника генштаба. Получил воинское звание бригадного генерала. Вышел в отставку к 1995 году.

## Политическая позиция
Хосе Луис Кило Аюсо являлся одним из наиболее политизированных и идеологизированных военных руководителей Гватемалы. Его отличают жёстко ультраправые антикоммунистические взгляды (левые приравнивают позиции Кило Аюсо к фашизму).
В июне 1995 генерал Кило Аюсо выступил одним из основателей Ассоциации военных ветеранов Гватемалы (Avemilgua) и стал её председателем (оставался на этом посту до 2006, когда его сменил генерал Миранда Трехо). Созданная на основе «Братства» 1980-х, Avemilgua объединила ветеранов гражданской войны из гватемальской армии и Патрулей гражданской самообороны. Ассоциация стала одной из ключевых структур «риосмонттизма» и правых сил страны в целом. В 2008 году по инициативе Avemilgua была учреждена консервативно-националистическая партия Фронт национальной конвергенции (FCN). В 2012 генерал Кило Аюсо занимал пост генерального секретаря FCN.
Хосе Луис Кило Аюсо выступал в 2013 году свидетелем защиты на процессе Эфраина Риоса Монтта. По его словам, Риос Монтт действовал в соответствии с военным законодательством и был ограничен его рамками. Кило Аюсо категорически отказывается признавать обвинение Риосу Монтту и его режиму в геноциде индейцев майя. Он выражал сожаление в связи с гибелью людей во время войны, говорил, что «стыдится эксцессов насилия, совершённых армией в ходе борьбы», но считает, что тогдашние действия были необходимым отпором партизанам, которые «ошибались в выборе пути к власти».